# Cesium-133
Cesium-133 of 133Cs is de enige stabiele isotoop van cesium, een alkalimetaal. Vanwege het feit dat cesium maar één stabiele isotoop kent met een abundantie op Aarde van 100%, valt het element onder zowel de mononuclidische als de mono-isotopische elementen.
Cesium-133 ontstaat onder meer door radioactief verval van xenon-133 en barium-133. Het nuclide wordt ook gevormd door kernsplijting in kernreactoren.
{\displaystyle {\ce {{^{133}_{54}Xe}->{^{133}_{55}Cs}+{e^{-}}+{\bar {\nu }}_{e}}}}
{\displaystyle {\ce {{^{133}_{56}Ba}->{^{133}_{55}Cs}+{e^{+}}+{\nu }_{e}}}}

## Toepassingen
Cesium-133 wordt gebruikt om de seconde te definiëren. Een seconde duurt namelijk even lang als 9 192 631 770 perioden van de straling die correspondeert met de overgang tussen de twee hyperfijn-energieniveaus van de grondtoestand van een 133Cs-atoom in rust bij een temperatuur van 0 K.
111Cs · 112Cs · 113Cs · 114Cs · 115Cs · 116Cs · 116mCs · 117Cs · 117mCs · 118Cs · 118mCs · 119Cs · 119mCs · 120Cs · 120mCs · 121Cs · 121mCs · 122Cs · 122m1Cs · 122m2Cs · 122m3Cs · 123Cs · 123m1Cs · 123m2Cs · 124Cs · 124mCs · 125Cs · 125mCs · 126Cs · 126m1Cs · 126m2Cs · 127Cs · 127mCs · 128Cs · 129Cs · 130Cs · 130mCs · 131Cs · 132Cs · 133Cs · 134Cs · 134mCs · 135Cs · 135mCs · 136Cs · 136mCs · 137Cs · 138Cs · 138mCs · 139Cs · 140Cs · 141Cs · 142Cs · 143Cs · 144Cs · 144mCs · 145Cs · 146Cs · 147Cs · 148Cs · 149Cs · 150Cs · 151Cs · 152Cs